# Zarszyn (gemeente)
De gemeente Zarszyn is een landgemeente in het Poolse woiwodschap Subkarpaten, in powiat Sanocki. De zetel van de gemeente is in Zarszyn.
Op 30 juni 2004 telde de gemeente 9154 inwoners.

## Oppervlakte gegevens
In 2002 bedroeg de totale oppervlakte van gemeente Zarszyn 105,96 km², waarvan:
- agrarisch gebied: 67%
- bossen: 25%

De gemeente beslaat 8,65% van de totale oppervlakte van de powiat.

## Demografie
Stand op 30 juni 2004:
| Omschrijving                   | Totaal | Totaal | Vrouwen | Vrouwen | Mannen | Mannen |
| ------------------------------ | ------ | ------ | ------- | ------- | ------ | ------ |
| eenheid                        | aantal | %      | aantal  | %       | aantal | %      |
| inwoners                       | 9154   | 100    | 4704    | 51,4    | 4450   | 48,6   |
| bevolkingsdichtheid (inw./km²) | 86,4   | 86,4   | 44,4    | 44,4    | 42     | 42     |

In 2002 bedroeg het gemiddelde inkomen per inwoner 1333,45 zł.

## Plaatsen
Bażanówka, Długie, Jaćmierz, Nowosielce, Odrzechowa, Pielnia, Posada Zarszyńska, Posada Jaćmierska Górna, Zarszyn
Granicznik, Koszary, Mroczkówki.

## Administratieve plaatsen (sołectwo)
Bażanówka, Długie, Jaćmierz, Jaćmierz Przedmieście, Nowosielce, Pielnia, Odrzechowa, Posada Zarszyńska, Posada Jaćmierska, Zarszyn

## Aangrenzende gemeenten
Besko, Brzozów, Bukowsko, Haczów, Rymanów, Sanok

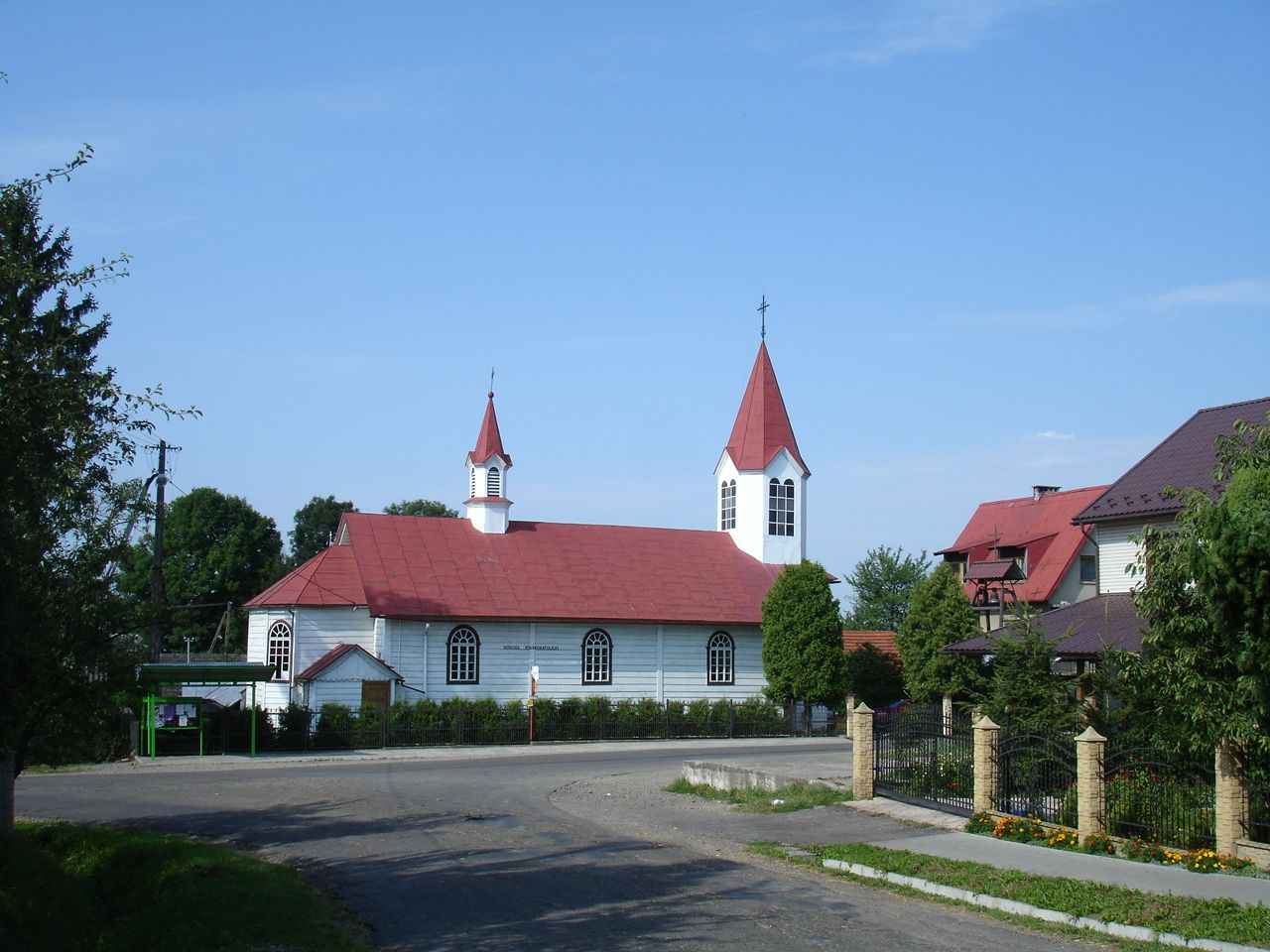
Bażanówka
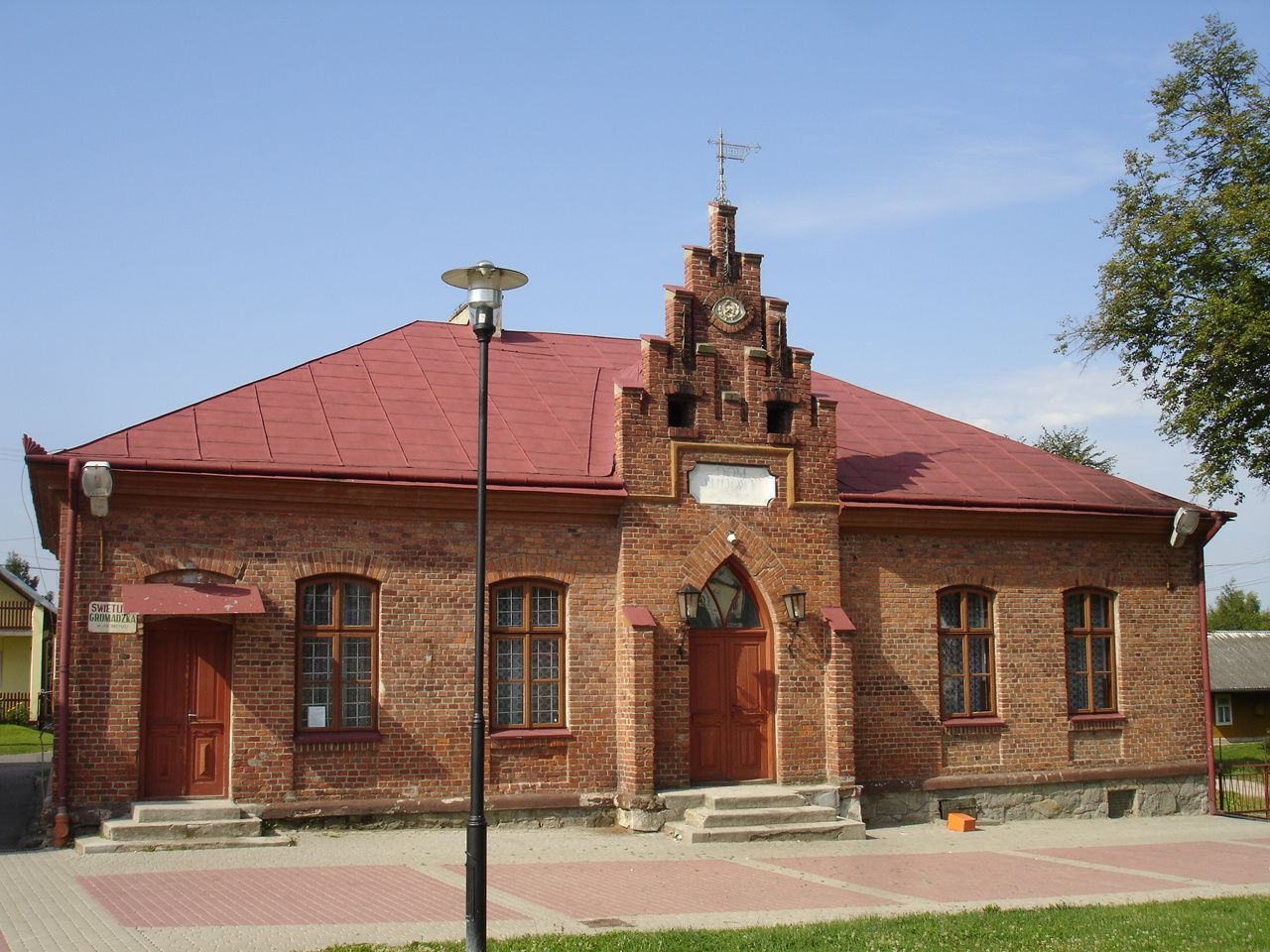
Jaćmierz
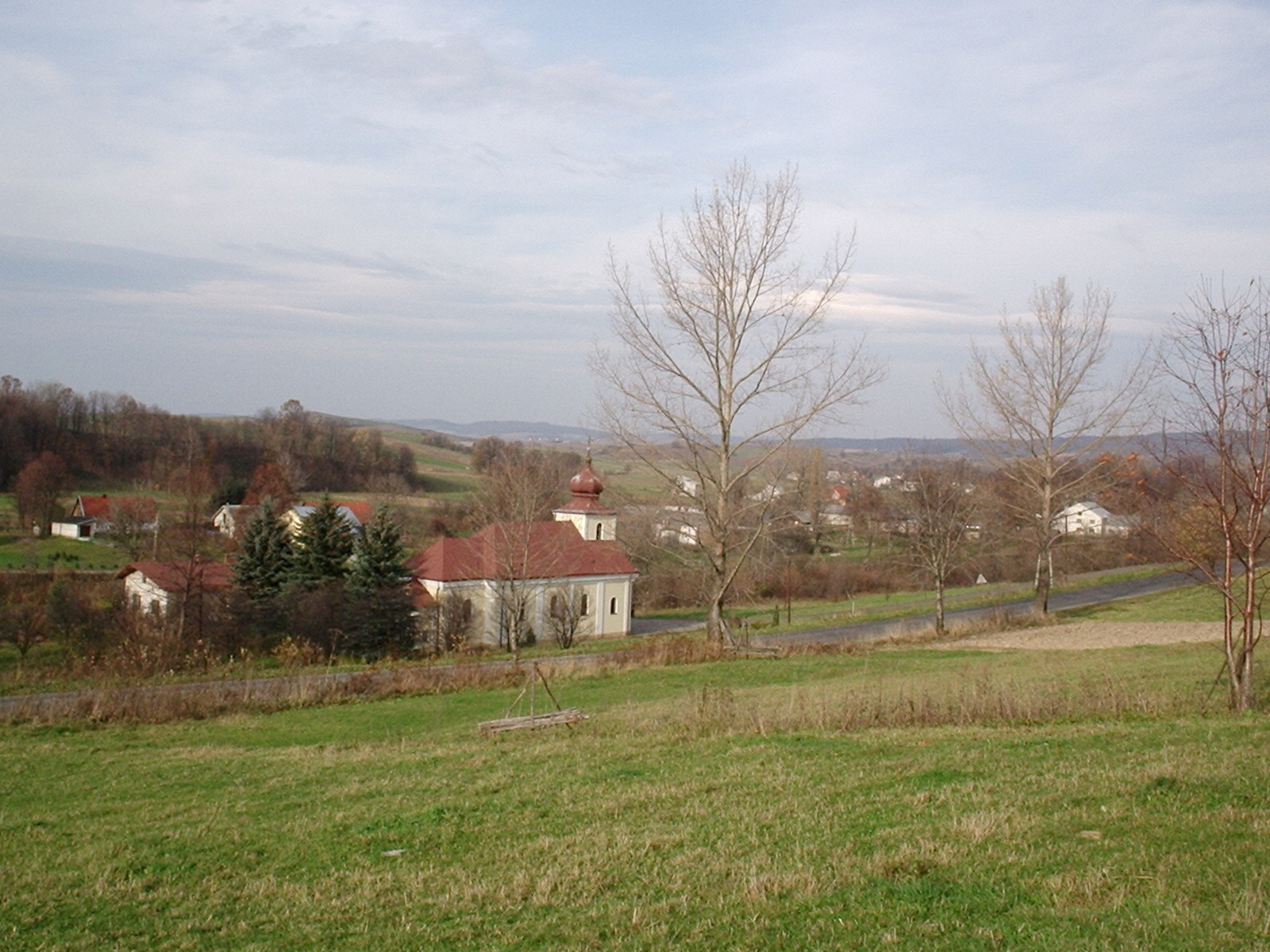
Pielnia
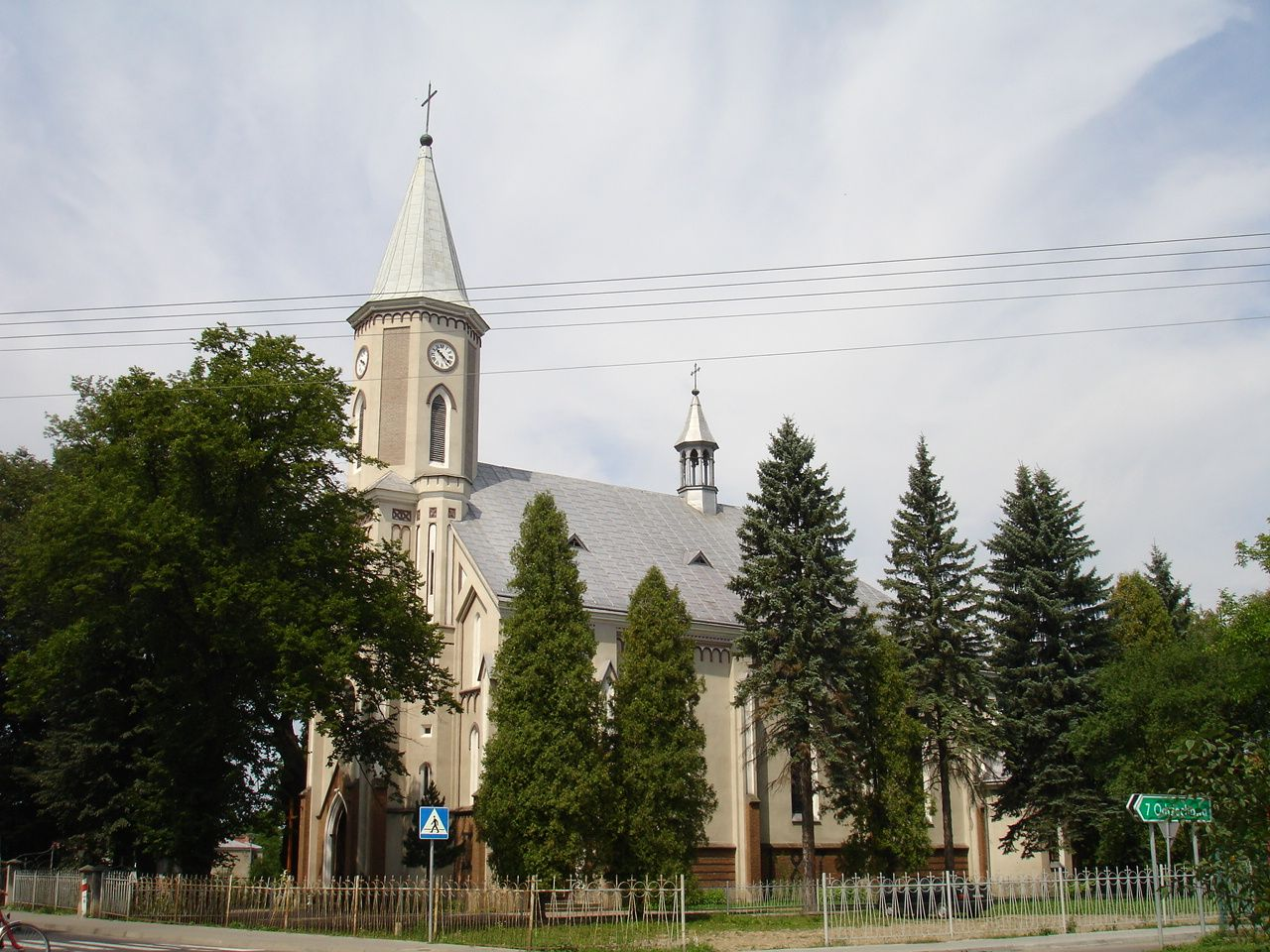
Zarszyn